# Creu Casas
Creu Casas i Sicart, née le 26 avril 1913 à Barcelone - La Clota (Horta) et morte le 20 mai 2007 à Barcelone, est une pharmacienne, professeur de phytogéographie à la faculté de biologie de l'université de Barcelone et une spécialiste renommée de cryptogamie et bryologie espagnole.
C'est une botaniste spécialiste des « plantes inférieures », c'est-à-dire des mousses et des hépatiques.

## Biographie
Creu Casas i Sicart née le 26 avril 1913 à Barcelone, a un père jardinier expérimenté qui l'a beaucoup influencé et dont elle hérite l'amour de la nature et le goût pour la botanique. Elle étudie la pharmacie grâce à un mécène et entrepreneur connu, Rafael Patxot, qui s'exile en Suisse pendant la Guerre d'Espagne.
Elle commence à étudier la pharmacie en 1931 à l'université de Barcelone, où elle a comme professeur le botaniste Pius Font i Quer, qui renforce son attirance pour le monde des plantes. Elle finit ses études en 1936, bien que trois ans plus tard, elle doive revalider le diplôme qui avait été annulé par le régime franquiste. À partir de 1937, elle pratique la pharmacie et après la guerre elle gère la pharmacie de la Quinta de Salud la Alianza, tout en ne perdant pas le contact avec les botanistes et les plantes
Son implication dans la bryologie commence très tôt, sous l'égide du professeur P. Seró. En 1947 elle travaille au Laboratoire de botanique de la faculté de pharmacie de Barcelone dont le professeur est Taurino Mariano Losa España. En 1949 elle obtient la place d'adjointe intérim des Phanérogames dans cette même faculté.
En 1951 Casas soutient sa thèse de doctorat dédiée aux Bryophytes au sens large du Massif du Montseny. Cette thèse ainsi que la participation à un cours pratique de bryologie dispensé par la botaniste franco-russe Valentine Allorge, en 1952, ont définitivement orienté sa carrière vers les bryophytes.
Après dix-huit ans de stage, Creu Casas obtient en 1967 un poste permanent de professeure agrégée et enseigne la phytogéographie au département de botanique de la Faculté de biologie de l'université de Barcelone. En 1971 elle obtient la chaire de botanique de l'université autonome de Barcelone.
A la retraite, elle est nommée professeur émérite en 1983, moment à partir duquel elle se dédie entièrement à l'étude des bryophytes,, si bien qu'en 1989 elle crée la « Sociedad Española de Briología », dont elle fut la première présidente.
Sa contribution à la bryologie se compose de 216 travaux publiés, spécialement dans les domaines de la taxinomie et de la flore. Elle explore avec une certaine assiduité le Montseny (Catalogne) ,,,, le massif de Garraf, les Pyrénées, les Îles Baléares,, Monegros et diverses zones péninsulaires comme la Sierra Nevada  et le Système ibérique ,le Système central, divers massifs portugais, etc,.
Creu Casas est la première femme membre de l'institut d'études catalan 
Elle compile ses connaissances dans deux ouvrages de synthèse, la Flora dels Briòfits dels Països Catalans (vol. I, 2001; vol. II, 2004), et le Handbook of Mosses of the Iberian Peninsula and the Balearic Islands (2006).
Tout au long de sa longue carrière, Creu Casas a reçu de nombreuses distinctions, notamment la médaille Narcís Monturiol de la Generalitat (1983)
Creu Casas meurt le 20 mai 2007 à Barcelone l'âge de 94 ans.